# Multiple-image Network Graphics
Multiple-image Network Graphics (MNG) is een publiek grafisch bestandsformaat voor geanimeerde afbeeldingen.
MNG is gerelateerd aan het PNG-afbeeldingsformaat. Toen ontwikkelaars in 1995 begonnen met de ontwikkeling van PNG werd besloten om geen ondersteuning voor animatie toe te voegen. Niet in de laatste plaats omdat deze eigenschap van GIF toentertijd nauwelijks werd gebruikt. Men startte echter snel met de ontwikkeling van MNG als een versie van PNG met ondersteuning voor animatie. Versie 1.0 van de MNG-specificatie werd op 31 januari 2001 vrijgegeven.

## Software met ondersteuning voor MNG
MNG wordt momenteel nog niet zo breed ondersteund als PNG. Desalniettemin heeft Konqueror native ondersteuning voor MNG en MNG plugins zijn beschikbaar voor de meeste webbrowsers. Mozillabrowsers en Netscape 6.0, 6.01 en 7.0 boden native support voor MNG totdat dit deel van de code werd verwijderd in 2003 wegens de bestandsomvang en het gebruik ervan.. Dit resulteerde in klachten op de Mozilla-ontwikkelingswebsite. Hierop volgende werd het MNGzilla project gestart met als doel het aanbieden van aangepaste Mozilla- en Firefoxbrowsers. Op dit moment ondersteunen zowel Internet Explorer als Safari MNG niet. Sinds kort ondersteunen Sony Ericssontelefoons MNG-bestanden in hun themes.
De MNG ontwikkelaars hopen dat MNG na verloop van tijd GIF gaat vervangen als standaard voor geanimeerde afbeeldingen op het Wereldwijde web, net zoals PNG dit al doet voor niet-geanimeerde afbeeldingen. Het gebruik valt echter tegen. Dit wordt onder andere veroorzaakt door het verlopen van LZW-patenten en het bestaan van alternatieve bestandsformaten zoals Flash en SVG, gecombineerd met het veelal ontbreken van ondersteuning voor MNG.

## Technische details
De structuur van MNG is in principe hetzelfde als die van PNG, met het verschil dat de signature (8A 4D 4E 47 0D 0A 1A 0A in hexadecimaal) lichtelijk anders is. Verder is de variëteit in chunks veel groter vanwege de vele eigenschappen voor animatie. Afbeeldingen die in de animatie worden gebruikt worden in het MNG-bestand opgeslagen als omhulde PNG of JNG-afbeeldingen.
Twee versies van MNG met verminderde complexiteit werden ook gedefinieerd: MNG-LC (low complexity) en MNG-VLC (very low complexity). Deze zorgen ervoor dat toepassingen ondersteuning voor MNG tot een bepaald niveau kunnen bieden zonder dat ze de complete MNG-specificatie hoeven te implementeren, net zoals de SVG-standaard de "SVG Basic" en "SVG Tiny" subsets biedt.
MNG heeft nog geen geregistreerd MIME-mediatype, maar video/x-mng of image/x-mng kan worden gebruikt.
MNG-animaties kunnen in HTML-pagina's worden gebruikt met behulp van de <object> tag.
MNG kan zowel met als zonder verlies van kwaliteit zijn. Dit hangt ervan af of de frames gecodeerd zijn in PNG (zonder verlies) of JNG (met verlies).

## Alternatieven
GIF wordt vaak gebruikt. APNG wordt gezien als een alternatief voor MNG. Een ander alternatief is mogelijk SVG-afbeeldingen met embedded PNG of JPEG-graphics. Een andere optie voor het web is het schrijven van JavaScript code die niet geanimeerde PNG of JPEG afbeeldingen een voor een laat zien. Buiten het feit dat de gebruiker hiervoor Javascript ondersteuning moet hebben en deze ook nog eens moet hebben ingeschakeld, brengt dit ook een hoge belasting voor de processor en een hoog bandbreedte-gebruik met zich mee.